# Barthold von Quistorp

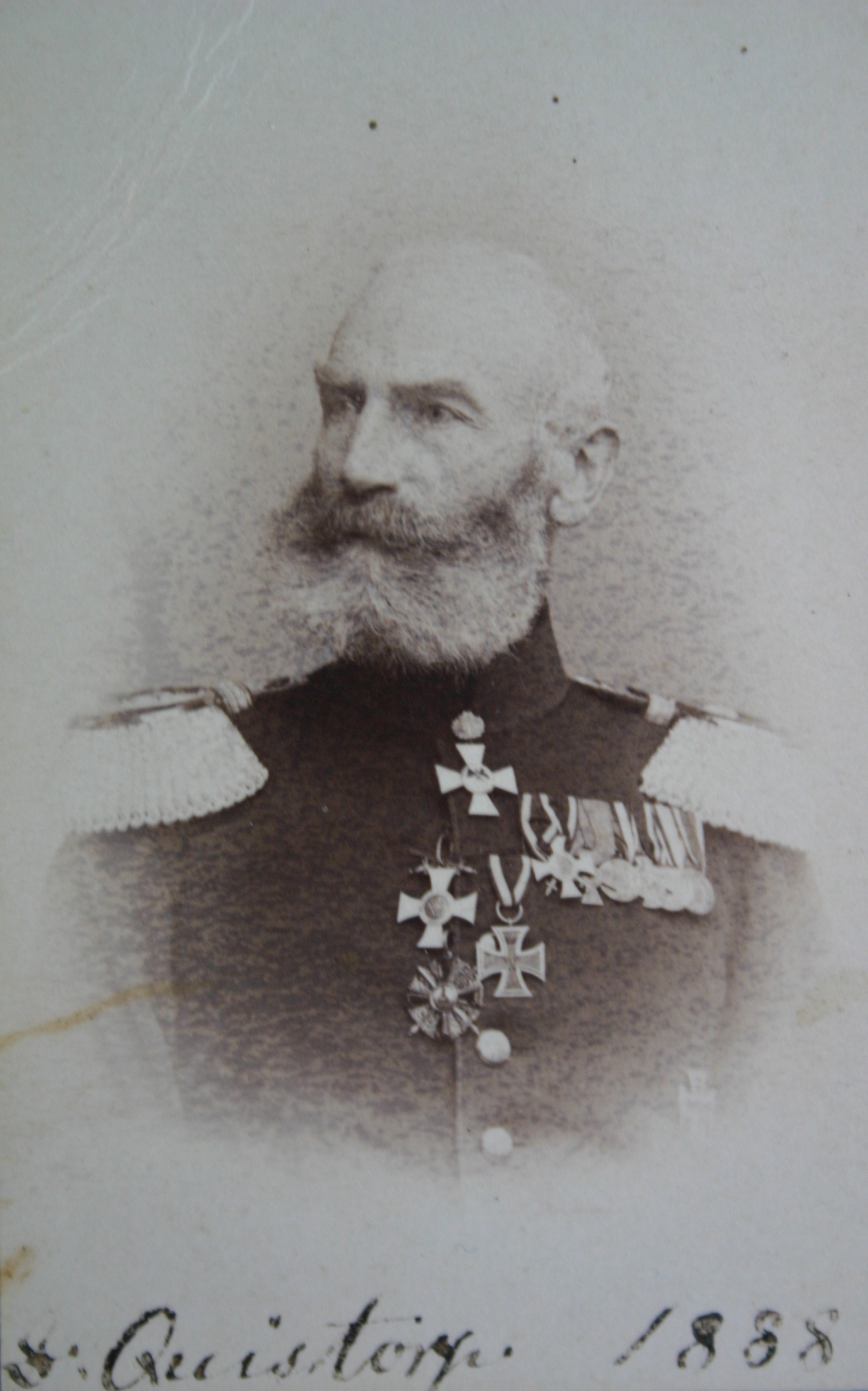
Foto des Generals Barthold v. Quistorp (1825–1913) aus dem Jahr 1888

August Barthold Theodor Viktor von Quistorp (* 6. April 1825 in Göttingen; † 1. Juli 1913 in Eisenach) war ein preußischer Generalleutnant und Militärschriftsteller.

## Leben

### Herkunft
Barthold entstammte der vorpommerschen Rittergutsfamilie v. Quistorp und war Sohn des hannoverschen Hauptmanns Erich v. Quistorp (1794–1830) und dessen Ehefrau Wilhelmine, geborene Heise (1798–1863), einer Nichte des Rechtsgelehrten Georg Arnold Heise.

### Militärkarriere
Nach dem Besuch des Gymnasiums in seiner Heimatstadt trat Quistorp am 1. April 1844 in das 31. Infanterie-Regiment der Preußischen Armee ein und avancierte bis September 1845 zum Sekondeleutnant. Er nahm 1848 an den Barrikadenkämpfen in Berlin, am Feldzug gegen Dänemark und 1849 am Feldzug in Baden teil. Von 1850 bis 1853 absolvierte Quistorp die Allgemeine Kriegsschule.
Während des Deutschen Krieges nahm er an der Schlacht bei Gitschin und der Schlacht bei Königgrätz teil. Dafür wurde ihm der Kronenorden III. Klasse mit Schwertern verliehen. Im Deutsch-Französischen Krieg nahm Quistorp an mehreren Schlachten und an der Belagerung von Paris teil. Dafür erhielt er 1871 das Eiserne Kreuz I. Klasse.
1875 wurde Quistorp Kommandant von Diedenhofen und 1878 als Generalmajor Kommandant der Festung Spandau. Unter Verleihung des Charakters als Generalleutnant wurde er am 6. Dezember 1883 mit der gesetzlichen Pension zur Disposition gestellt. Er zog nach Eisenach und betrieb militärgeschichtliche Forschungen.
Nach seiner Verabschiedung erhielt Quistorp im September 1895 den Stern zum Kronenorden II. Klasse mit Schwertern und am 30. August 1912 aus Anlass der Hundertjahrfeier des Infanterie-Regiments „Graf Bose“ (1. Thüringisches) Nr. 31 den Stern zum Roten Adlerorden II. Klasse mit Eichenlaub.

### Familie
Quistorp heiratete am 22. September 1853 in Stuttgart Anna Gordon Spence (* 31. Juli 1830; † 2. März 1906). Das Paar hatte mehrere Kinder:
- Erika Gustava Friederike Rikarde Julie (* 13. Juli 1854) ⚭ 1878 Julius Siegfried († 1. Juni 1901), Geheimer Regierungsrat
- Johann Gordon (1856–1857)
- Viktor (1858–1860)
- Aeone Wilhelmine Marie Anna Guise (* 11. Februar 1861) ⚭ 1882 Karl Sigismund Graf von Boineburg und Lengsfeld (* 20. Oktober 1852), Oberst a. D.[2]
- Gustave Helene (* 21. Februar 1863; † 16. Februar 1879)
- Irmgard Luise Ilda Theodora (* 28. Juni 1868)

## Schriften
- Geschichte der Kaiserlich Russisch-Deutschen Legion. Ein Beitrag zur preußischen Armee-Geschichte. Berlin 1860.
- Geschichte der Nordarmee im Jahre 1813. Band 1–3, Berlin 1894.
- Das Rittergut Vorwerk bei Lassan. In: Beiträge zur Lassaner Heimatgeschichte. Heft 5, Interessengemeinschaft Heimatgeschichte, Lassan 1999.
- Grundzüge der Taktik, Potsdam 1860
- Altes und Neues in der preußischen Infanterietaktik